# (261) Primno
(261) Primno es un asteroide perteneciente al cinturón de asteroides descubierto por Christian Heinrich Friedrich Peters desde el observatorio Litchfield de Clinton, Estados Unidos, el 31 de octubre de 1886.
Está nombrado por Primno, una diosecilla de la mitología griega.

## Características orbitales
Primno está situado a una distancia media del Sol de 2,331 ua, pudiendo alejarse hasta 2,539 ua. Tiene una inclinación orbital de 3,636° y una excentricidad de 0,08913. Emplea 1300 días en completar una órbita alrededor del Sol.